# Purenleon bistictus
Purenleon bistictus är en insektsart som först beskrevs av Hagen 1861.  Purenleon bistictus ingår i släktet Purenleon och familjen myrlejonsländor. Inga underarter finns listade i Catalogue of Life.